# 达芬奇恶魔
《达芬奇的恶魔》（英語：Da Vinci's Demons）是一部英国及美国合拍的歷史奇幻电视剧，根据达芬奇早年故事改编，由大衛·S·高耶负责剧本创作，Starz将和英国广播公司商业分支一同制作。第一季于2013年4月12日在Starz开播，2014年3月22日播出第二季。本劇被續訂第三季，於2015年10月24日播放。2015年7月23日，Starz宣佈第三季將會是最後一季。

## 简介
本剧以达芬奇年轻时候的生活为蓝本，讲述他在各个方面的故事，包括政治、发明、艺术、思想及爱情。本片中的达芬奇像是一个生活在中世纪的超级英雄，制片人也表示达芬奇和蝙蝠侠的相似性。

## 演员和角色
- 汤姆·莱利（英语：Tom Riley (actor)） 饰 列奥纳多·达·芬奇[5]
- 蘿拉·哈德克 饰 卢克雷齐娅·多纳蒂，是洛伦佐·美第奇的情妇也是达芬奇的情人[6]
- 布莱克·瑞特森（英语：Blake Ritson） 饰 吉罗拉莫·里亚里奥（英语：Girolamo Riario）伯爵[7]
- 艾略特·考万（英语：Elliot Cowan） 饰 洛伦佐·美第奇[8]
- 汤姆·贝特曼（Tom Batemen） 饰 朱利亚诺·德·美第奇[9]
- 劳拉·普尔弗（英语：Lara Pulver） 饰 克拉丽斯·奥尔西尼（英语：Clarice Orsini），洛伦佐·美第奇的妻子[10]。
- Gregg Chillin（英语：Gregg Chillin） 饰 琐罗亚斯德（Zoroaster da Peretola）[11]
- 赫拉·希尔马 饰 凡妮莎（Vanessa Moschella）[12]
- Eros Vlahos（英语：Eros Vlahos） 饰 尼可洛·馬基維利[11]
- 詹姆斯·福克纳 饰 西克斯特四世
- 亚历山大·希迪格 饰 Aslan Al-Rahim[13]
- 休·邦尼维尔 饰 加莱亚佐·玛丽亚·斯福查（英语：Galeazzo Maria Sforza）
- 保罗·韦斯特伍德（Paul Westwood） 饰 Niccoló Ardinghelli[11]
- Jan Erik Madsen 饰 齐歇尔[14]

## 系列总览
| 季度 | 季度 | 集数 | 播出日期      | 播出日期     | DVD发行日期 | DVD发行日期 | DVD发行日期 |
| 季度 | 季度 | 集数 | 该季度第一集  | 该季度大结局 | 区域1       | 区域2       | 区域4       |
| ---- | ---- | ---- | ------------- | ------------ | ----------- | ----------- | ----------- |
|      | 一   | 8    | 2013年4月12日 | 2013年6月7日 | TBA         | TBA         | TBA         |

### 集数
| 集数 | 标题           | 导演      | 编剧      | 首播日期      | 美国收视人数 （百万） |
| ---- | -------------- | --------- | --------- | ------------- | --------------------- |
| 1    | The Hanged Man | 大卫·高雅 | 大卫·高雅 | 2013年4月12日 | TBA                   |
| 2    | The Serpent    | TBA       | TBA       | 2013年4月19日 | TBA                   |
| 3    | The Prisoner   | TBA       | TBA       | 2013年4月26日 | TBA                   |
| 4    | The Magician   | TBA       | TBA       | 2013年5月3日  | TBA                   |
| 5    | The Tower      | TBA       | TBA       | 2013年5月10日 | TBA                   |

## 开发和制作

### 制作
本片第一集将由大卫·高雅执导并编写剧本，另外本片的编剧还有为《未来闪影》和《行尸走肉》编写过剧本的Scott M. Gimple，电影《水果硬糖》编剧Brian Nelson，为《神秘博士》编写过剧本的Joe Ahearne以及为《灵媒緝凶》编写过剧本的Corey Reed。
本片的大部分场景都取自位于威尔士的一个意大利15世纪风格的拍摄基地。制作方在尼思塔尔伯特港斯旺西门商务区新建265000平方英尺的工作室用于拍摄。本片在斯旺西、塔尔伯特港等地取景。

### 开发
2011年8月8日Starz与英国广播公司商业分支签署了一项多年合作的协议，其中就包括共同制作本剧。8月3日Starz宣布讲述文艺复兴时期的著名人物达芬奇的早年生活的剧集将由David S. Goyer负责剧本创作。2011年10月25日Starz宣布跳过试映环节直接预订本剧并表示第一季将有8集。
2012年1月23日Starz宣布Tom Riley将饰演标题人物达芬奇，3月27日宣布Laura Haddock将饰演女主角Lucrezia Donati，6月4日Lara Pulver确认加盟本片饰演Clarice Orsini，2012年8月Starz在电视评论家协会夏季媒体见面会上表示本剧可能于2013年第二季度播出。2012年11月13日Starz宣布为《太空堡垒卡拉狄加》、《行尸走肉》配乐的Bear McCreary将为该剧配乐。

## 播放情况
| 国家/地区                                                      | 电视台（网）          | 首播日期      | 播放时间              |
| -------------------------------------------------------------- | --------------------- | ------------- | --------------------- |
|                                                                | FX Channel (澳大利亚) | TBA           | TBA                   |
| 保加利亚                                                       | FOX (保加利亚)        | 2013年4月15日 | 21:50                 |
| 芬兰                                                           | Fox (芬兰)            | 2013年4月14日 | 22:00                 |
| 德国                                                           | Fox Channel (德国)    | 2013年4月17日 | 21:45                 |
| 義大利                                                         | Fox (意大利)          | 2013年4月22日 | 21.50                 |
| 葡萄牙                                                         | Fox (葡萄牙)          | 2013年4月14日 | TBA                   |
| 俄羅斯                                                         | Fox (俄罗斯)          | 2013年4月26日 | 21:00                 |
| · 柬埔寨 · 香港 · 印度尼西亞 · 马来西亚 · 緬甸 · 新加坡 · 泰國 | 福克斯电影精选台      | 2013年4月28日 | 22:00（香港时间）     |
| 英国                                                           | Fox (英国和爱尔兰)    | 2013年4月19日 | 22:00                 |
| 土耳其                                                         | FX (土耳其)           | 2013年4月13日 | TBA                   |
| 臺灣                                                           | STAR Movies           | 2013年4月25日 | 週四21:00（台灣時間） |